# Tatiana Luter
Tatiana Luter (Milano, 21 maggio 1990) è un'attrice italiana.

## Biografia
Nata da padre modello e attore di nazionalità statunitense e madre pubblicitaria italiana,
dopo l'infanzia trascorsa a Dallas, si trasferisce a Milano all'età di 5 anni.
La sua carriera comincia sin da bambina, con la pubblicità della Mulino Bianco. Prosegue lavorando soprattutto in film cinematografici con l'esordio in Oggetti smarriti di Giorgio Molteni, film vincitore del Giffoni Film Festival nel 2011. Successivamente è protagonista di Surrounded di Federico Patrizi e Laura Girolami, uscito nelle sale a luglio 2014, ed ha avuto un piccolo ruolo nel film  In the Car, opera prima di Giuseppe Fulcheri.
Nel 2014 Tatiana Luter ha lavorato con il regista Paolo Sorrentino nel film Youth - La giovinezza, uscito nel 2015, e ha girato con Abel Ferrara il film Pasolini, presentato in concorso alla 71ª Mostra internazionale d'arte cinematografica di Venezia. Sempre nel 2014 ha preso parte alla nuova opera di Silvio Muccino, Le leggi del desiderio, e al film di Matteo Rovere, Veloce come il vento, distribuito nelle sale nel 2016.
Nel 2024 ha recitato nel film biografico Maserati: The Brothers, accanto ad Al Pacino, con uscita prevista nel 2025. È stata inoltre annunciata nel cast di Bugatti, altro biopic storico, e ha ottenuto un ruolo da co-protagonista nel thriller d’azione internazionale Bunnyman, girato a Roma, con James Franco, Bella Thorne, Giancarlo Giannini e Mike Tyson. In Bunnyman, Tatiana interpreta Luise Gladwell, la moglie enigmatica di un giudice coinvolto in una rete di inganni e vendette personali.
Nel corso dello stesso anno, ha co-diretto e prodotto un cortometraggio a sfondo ambientale con l’organizzazione internazionale Earth League International (già produttrice del documentario The Ivory Game distribuito da Netflix e prodotto da Leonardo DiCaprio), volto a sensibilizzare sul traffico di fauna selvatica e i crimini ambientali.
Nel 2025 è stata candidata al Premio Kinéo alla Mostra del Cinema di Venezia, come riconoscimento per la sua carriera emergente e il suo impegno nel cinema internazionale.

### Vicenda giudiziaria
Nel luglio 2025 è stata vittima di un furto su un treno ad alta velocità tra Milano e Torino, mentre viaggiava con il figlio e un accompagnatore. Le è stato sottratto uno zaino contenente orologi e gioielli di lusso per un valore complessivo di circa 1,5 milioni di euro, tra cui un Richard Mille da un milione, un Patek Philippe da 200.000 euro, un Cartier e altri preziosi. Le autorità ferroviarie hanno identificato e fermato tre giovani con precedenti penali, riuscendo a recuperare la refurtiva. Tatiana ha poi ringraziato pubblicamente le forze dell’ordine per la loro professionalità.

## Filmografia

### Cinema
- Oggetti smarriti, regia di Giorgio Molteni (2011)
- New Order, regia di Marco Rosson (2012)
- L'ultima ruota del carro, regia di Giovanni Veronesi (2013)
- Surrounded, regia di Federico Patrizi e Laura Girolami (2014)
- Pasolini, regia di Abel Ferrara (2014)
- Bologna due agosto: I giorni della collera, regia di Daniele Santamaria Maurizio e  Giorgio Molteni (2014)
- In the Car, opera prima di Giuseppe Fulcheri (2014)
- Distant Vision, regia di Francis Ford Coppola (2015)
- Le leggi del desiderio, regia di Silvio Muccino (2015)
- One More Day, regia di Andrea Preti (2015)
- Youth - La giovinezza, regia di Paolo Sorrentino (2015)
- Veloce come il vento, regia di Matteo Rovere (2016)
- L'estate addosso, regia di Gabriele Muccino (2016)
- Rudy Valentino - Divo dei divi, regia Nico Cirasola (2017)
- Azzurrina, regia di Giacomo Franciosa (2023)

### Televisione
- Distretto di Polizia 10, episodio 10x14 (2010)
- Un passo dal cielo (2011)